# Možajsk
Možajsk è una città della Russia europea centrale (Oblast' di Mosca) situata sulla storica strada che porta a Smolensk e successivamente in Polonia, 110 km a ovest della capitale, sul corso superiore della Moscova. Fino al 2018 era il capoluogo amministrativo del distretto omonimo.

## Storia
La città viene menzionata per la prima volta in una cronaca locale nel 1231 come appannaggio di Černihiv. Successivamente divenne un'importante roccaforte della dinastia Smolensk, un tempo di proprietà di Fëdor il nero. Venne conquistata dai moscoviti nel 1303, ma nel corso del secolo successivo questi ebbero grandi difficoltà a difendersi contro Algirdas di Lituania. Il principato era solitamente in possesso del fratello minore del governante granduca di Mosca, fino a quando la pratica non venne abbandonata nel 1493. Možajsk continuò ad avere compiti di difesa dei confini occidentali russi durante la campagna di Russia di Napoleone e la grande guerra patriottica. La grande battaglia di Borodino ebbe luogo a 12 km dalla città.

## Monumenti e luoghi d'interesse
I principali monumenti della città sono la basilica di San Nicola, costruita fra il 1802 ed il 1814, la chiesa dei Santi Pietro e Paolo, edificata tra il 1849 ed il 1852, e la chiesa dei Santi Gioacchino e Anna, risalente al XVIII secolo. Degno di nota anche il complesso monastico Lužeckij, fondato nel 1408.
La prima cattedrale di pietra è stata costruita nel Cremlino nei primi del XIV secolo, nel 1849 è stata demolita pietra su pietra e poi ricostruita esattamente come era prima. Una più grande cattedrale in architettura neogotica è stata completata nel 1814. La chiesa dei Santi Gioacchino e Anna conserva alcune parti dei primi del XV secolo. Un altro importante punto di riferimento è il monastero Lužetskij, fondato nel 1408 da San Ferapont e ricostruito in mattoni nel XVI secolo. Il monastero cattedrale, eretto durante il regno di Basilio III, era noto per i suoi affreschi.

## Società

### Evoluzione demografica
Fonte: mojgorod.ru
- 1897: 4.800
- 1926: 5.100
- 1939: 11.800
- 1959: 15.700
- 1979: 27.100
- 1989: 30.700
- 2002: 31.459
- 2007: 31.050